# Lista över matchresultat i Elitserien i ishockey 2001/2002
Lista över matchresultat i grundserien av Elitserien i ishockey 2001/2002. Ligan inleddes den 18 september 2001 och avslutades 5 mars 2002.
| Nr | Lag                 | S  | V  | ÖV | ÖF | F  | GM  | IM  | MS  | P   |
| -- | ------------------- | -- | -- | -- | -- | -- | --- | --- | --- | --- |
| 1  | Färjestads BK       | 50 | 33 | 9  | 1  | 7  | 182 | 100 | +82 | 118 |
| 2  | Modo                | 50 | 25 | 7  | 4  | 14 | 172 | 136 | +36 | 93  |
| 3  | Djurgårdens IF (RM) | 50 | 27 | 2  | 6  | 15 | 151 | 130 | +21 | 91  |
| 4  | HV71                | 50 | 24 | 4  | 8  | 14 | 156 | 140 | +16 | 88  |
| 5  | Västra Frölunda HC  | 50 | 23 | 4  | 4  | 19 | 181 | 150 | +31 | 81  |
| 6  | MIF Redhawks        | 50 | 19 | 7  | 3  | 21 | 138 | 143 | −5  | 74  |
| 7  | Luleå HF            | 50 | 15 | 10 | 4  | 21 | 140 | 146 | −6  | 69  |
| 8  | Brynäs IF           | 50 | 19 | 3  | 4  | 24 | 143 | 164 | −21 | 67  |
| 9  | Södertälje SK       | 50 | 13 | 5  | 12 | 20 | 120 | 144 | −24 | 61  |
| 10 | Linköpings HC       | 50 | 14 | 5  | 6  | 25 | 132 | 153 | −21 | 58  |
| 11 | AIK                 | 50 | 15 | 2  | 5  | 28 | 115 | 165 | −50 | 54  |
| 12 | Timrå IK            | 50 | 10 | 5  | 6  | 29 | 99  | 158 | −59 | 46  |

Tabelldata är hämtade från Svenska Ishockeyförbundet.

## Matcher
| Denna tabell: visa • redigera |

| Datum Match Resultat Publik Spelplan Omgång 1 - 18 september 2001 Södertälje SK-MIF Redhawks 4-0 (1-0, 1-0, 2-0) 4369 Scaniarinken - 18 september 2001 Linköpings HC-AIK 1-4 (1-0, 0-1, 0-3) 4785 Stångebro Ishall - 18 september 2001 Timrå IK-HV 71 3-2 (0-1, 2-1, 0-0, 0-0, 1-0) 5209 Timrå Isstadion - 18 september 2001 Luleå HF-Modo Hockey 0-2 (0-0, 0-2, 0-0) 4703 Delfinen - 18 september 2001 Brynäs IF-Färjestads BK 2-1 (0-0, 1-0, 1-1) 3853 Gavlerinken - 18 september 2001 Djurgårdens IF-Västra Frölunda HC 2-1 (1-1, 0-0, 1-0) 5070 Hovet, Johanneshov Omgång 2 - 20 september 2001 Västra Frölunda HC-Färjestads BK 3-4 (1-1, 0-0, 2-2, 0-0, 0-1) 10044 Scandinavium - 20 september 2001 Brynäs IF-Luleå HF 2-0 (0-0, 0-0, 2-0) 3741 Gavlerinken - 20 september 2001 Modo Hockey-Timrå IK 3-1 (1-1, 1-0, 1-0) 5453 Kempehallen - 20 september 2001 HV 71-Linköpings HC 3-2 (1-0, 2-1, 0-1) 5859 Kinnarps Arena - 20 september 2001 AIK-Södertälje SK 4-1 (1-1, 1-0, 2-0) 5126 Globen - 20 september 2001 MIF Redhawks-Djurgårdens IF 1-3 (0-1, 0-1, 1-1) 5392 Malmö Isstadion Omgång 3 - 22 september 2001 Timrå IK-Brynäs IF 3-2 (2-1, 1-1, 0-0) 4707 Timrå Isstadion - 22 september 2001 Färjestads BK-Djurgårdens IF 6-1 (1-0, 3-1, 2-0) 7505 Löfbergs Lila Arena - 22 september 2001 AIK-MIF Redhawks 4-2 (1-1, 1-0, 2-1) 3619 Globen - 23 september 2001 Södertälje SK-HV 71 0-4 (0-1, 0-1, 0-2) 4389 Scaniarinken - 23 september 2001 Linköpings HC-Modo Hockey 1-4 (1-0, 0-1, 0-3) 4186 Stångebro Ishall - 23 september 2001 Luleå HF-Västra Frölunda HC 3-2 (0-0, 1-0, 2-2) 3682 Delfinen Omgång 4 - 25 september 2001 Djurgårdens IF-Luleå HF 5-1 (1-1, 2-0, 2-0) 5283 Globen - 25 september 2001 Västra Frölunda HC-Timrå IK 5-3 (2-0, 2-2, 1-1) 5774 Scandinavium - 25 september 2001 Brynäs IF-Linköpings HC 0-4 (0-2, 0-0, 0-2) 3495 Gavlerinken - 25 september 2001 Modo Hockey-Södertälje SK 2-3 (0-0, 1-1, 1-2) 3724 Kempehallen - 25 september 2001 HV 71-AIK 4-1 (2-0, 1-0, 1-1) 5649 Kinnarps Arena - 25 september 2001 MIF Redhawks-Färjestads BK 2-1 (0-0, 1-1, 1-0) 5036 Malmö Isstadion Omgång 5 - 27 september 2001 Södertälje SK-Brynäs IF 2-5 (0-0, 1-2, 1-3) 5361 Scaniarinken - 27 september 2001 Linköpings HC-Västra Frölunda HC 1-3 (0-2, 0-1, 1-0) 3912 Stångebro Ishall - 27 september 2001 Timrå IK-Djurgårdens IF 4-1 (2-0, 1-1, 1-0) 4714 Timrå Isstadion - 27 september 2001 Luleå HF-Färjestads BK 1-2 (0-0, 1-1, 0-0, 0-0, 0-1) 4009 Delfinen - 27 september 2001 HV 71-MIF Redhawks 6-1 (1-0, 4-0, 1-1) 5955 Kinnarps Arena - 27 september 2001 AIK-Modo Hockey 1-5 (1-1, 0-2, 0-2) 4612 Globen Omgång 6 - 29 september 2001 Färjestads BK-Timrå IK 3-2 (1-1, 0-0, 1-1, 0-0, 1-0) 7252 Löfbergs Lila Arena - 29 september 2001 Brynäs IF-AIK 7-1 (4-0, 0-0, 3-1) 4528 Gavlerinken - 29 september 2001 Modo Hockey-HV 71 0-2 (0-1, 0-1, 0-0) 4085 Kempehallen - 30 september 2001 Djurgårdens IF-Linköpings HC 5-1 (3-0, 2-0, 0-1) 4914 Globen - 30 september 2001 Västra Frölunda HC-Södertälje SK 3-1 (1-1, 2-0, 0-0) 6740 Scandinavium - 30 september 2001 MIF Redhawks-Luleå HF 6-3 (1-1, 1-1, 4-1) 4662 Malmö Isstadion Omgång 7 - 2 oktober 2001 Södertälje SK-Djurgårdens IF 2-3 (1-0, 0-1, 1-1, 0-0, 0-1) 5518 Scaniarinken - 2 oktober 2001 Linköpings HC-Färjestads BK 2-3 (0-0, 1-1, 1-1, 0-1) 4700 Stångebro Ishall - 2 oktober 2001 Timrå IK-Luleå HF 2-1 (0-0, 1-1, 0-0, 0-0, 1-0) 4661 Timrå Isstadion - 2 oktober 2001 Modo Hockey-MIF Redhawks 6-1 (1-1, 4-0, 1-0) 4138 Kempehallen - 2 oktober 2001 HV 71-Brynäs IF 4-2 (2-1, 1-1, 1-0) 6236 Kinnarps Arena - 2 oktober 2001 AIK-Västra Frölunda HC 5-2 (2-1, 2-0, 1-1) 3067 Globen Omgång 8 - 4 oktober 2001 Luleå HF-Linköpings HC 3-2 (0-2, 2-0, 0-0, 0-0, 1-0) 3608 Delfinen - 4 oktober 2001 Färjestads BK-Södertälje SK 5-4 (1-2, 2-1, 1-1, 0-0, 1-0) 6521 Löfbergs Lila Arena - 4 oktober 2001 Djurgårdens IF-AIK 1-2 (0-1, 0-0, 1-0, 0-0, 0-1) 9082 Globen - 4 oktober 2001 Västra Frölunda HC-HV 71 5-2 (2-0, 1-1, 2-1) 8646 Scandinavium - 4 oktober 2001 Brynäs IF-Modo Hockey 3-2 (1-1, 1-1, 1-0) 4287 Gavlerinken - 4 oktober 2001 MIF Redhawks-Timrå IK 3-2 (1-0, 1-1, 0-1, 0-0, 1-0) 4425 Malmö Isstadion Omgång 9 - 6 oktober 2001 Södertälje SK-Linköpings HC 1-2 (1-1, 0-1, 0-0) 3364 Scaniarinken - 6 oktober 2001 Djurgårdens IF-Brynäs IF 4-2 (2-1, 1-1, 1-0) 6696 Globen - 6 oktober 2001 Modo Hockey-Färjestads BK 1-3 (0-1, 1-2, 0-0) 4179 Kempehallen - 6 oktober 2001 HV 71-Luleå HF 3-1 (0-0, 3-0, 0-1) 6236 Kinnarps Arena - 6 oktober 2001 Timrå IK-AIK 2-3 (0-0, 2-2, 0-0, 0-0, 0-1) 4628 Timrå Isstadion - 7 oktober 2001 Västra Frölunda HC-MIF Redhawks 3-4 (2-0, 1-1, 0-2, 0-0, 0-1) 6306 Scandinavium Omgång 10 - 11 oktober 2001 Södertälje SK-Luleå HF 2-1 (0-1, 2-0, 0-0) 3450 Scaniarinken - 11 oktober 2001 Linköpings HC-Timrå IK 6-1 (1-1, 2-0, 3-0) 4448 Stångebro Ishall - 11 oktober 2001 Brynäs IF-MIF Redhawks 4-1 (3-0, 1-1, 0-0) 3808 Gavlerinken - 11 oktober 2001 Modo Hockey-Västra Frölunda HC 7-3 (1-1, 2-1, 4-1) 3664 Kempehallen - 11 oktober 2001 HV 71-Djurgårdens IF 1-3 (1-0, 0-2, 0-1) 6236 Kinnarps Arena - 11 oktober 2001 AIK-Färjestads BK 1-3 (0-1, 1-2, 0-0) 5017 Globen Omgång 11 - 9 oktober 2001 Linköpings HC-MIF Redhawks 3-1 (0-1, 2-0, 1-0) 4219 Stångebro Ishall - 13 oktober 2001 Timrå IK-Södertälje SK 2-4 (1-0, 0-3, 1-1) 4156 Timrå Isstadion - 13 oktober 2001 Luleå HF-AIK 1-0 (1-0, 0-0, 0-0) 4059 Delfinen - 13 oktober 2001 Färjestads BK-HV 71 3-2 (2-1, 1-0, 0-1) 7505 Löfbergs Lila Arena - 13 oktober 2001 Västra Frölunda HC-Brynäs IF 5-0 (1-0, 1-0, 3-0) 9718 Scandinavium - 14 oktober 2001 Djurgårdens IF-Modo Hockey 4-1 (0-1, 2-0, 2-0) 6761 Globen Omgång 12 - 18 oktober 2001 MIF Redhawks-HV 71 4-1 (2-1, 1-0, 1-0) 4635 Malmö Isstadion - 18 oktober 2001 Linköpings HC-Västra Frölunda HC 4-3 (1-2, 1-0, 1-1, 1-0) 4301 Stångebro Ishall - 18 oktober 2001 AIK-Djurgårdens IF 1-3 (0-2, 1-0, 0-1) 8251 Globen - 18 oktober 2001 Södertälje SK-Färjestads BK 1-2 (0-1, 1-0, 0-1) 4835 Scaniarinken - 18 oktober 2001 Modo Hockey-Brynäs IF 4-1 (2-0, 2-1, 0-0) 3495 Kempehallen - 18 oktober 2001 Luleå HF-Timrå IK 2-1 (0-0, 2-0, 0-1) 3803 Delfinen Omgång 13 - 9 oktober 2001 Djurgårdens IF-Södertälje SK 2-3 (0-0, 2-2, 0-0, 0-1) 5591 Globen - 20 oktober 2001 HV 71-Linköpings HC 4-2 (1-1, 2-0, 1-1) 6236 Kinnarps Arena - 20 oktober 2001 Västra Frölunda HC-MIF Redhawks 7-2 (1-0, 4-0, 2-2) 9062 Scandinavium - 20 oktober 2001 Färjestads BK-AIK 4-2 (3-0, 1-2, 0-0) 7505 Löfbergs Lila Arena - 20 oktober 2001 Timrå IK-Brynäs IF 2-3 (1-0, 1-0, 0-2, 0-0, 0-1) 4124 Timrå Isstadion - 20 oktober 2001 Modo Hockey-Luleå HF 4-3 (1-0, 1-3, 1-0, 1-0) 4063 Kempehallen Omgång 14 - 23 oktober 2001 MIF Redhawks-Södertälje SK 2-3 (0-1, 1-1, 1-1) 4329 Malmö Isstadion - 23 oktober 2001 AIK-Linköpings HC 1-6 (1-1, 0-3, 0-2) 3638 Globen - 23 oktober 2001 HV 71-Timrå IK 6-0 (3-0, 2-0, 1-0) 5593 Kinnarps Arena - 23 oktober 2001 Modo Hockey-Luleå HF 4-5 (2-0, 1-2, 1-2, 0-0, 0-1) 4153 Kempehallen - 23 oktober 2001 Brynäs IF-Färjestads BK 1-7 (0-2, 0-3, 1-2) 4757 Gavlerinken - 23 oktober 2001 Västra Frölunda HC-Djurgårdens IF 1-2 (1-0, 0-0, 0-2) 10533 Scandinavium Omgång 15 - 25 oktober 2001 Färjestads BK-Västra Frölunda HC 5-3 (1-1, 3-2, 1-0) 7505 Löfbergs Lila Arena - 25 oktober 2001 Luleå HF-Brynäs IF 4-1 (0-0, 2-1, 2-0) 4376 Delfinen - 25 oktober 2001 Timrå IK-Modo Hockey 4-0 (1-0, 1-0, 2-0) 4807 Timrå Isstadion - 25 oktober 2001 Linköpings HC-HV 71 4-3 (0-2, 2-1, 1-0, 0-0, 1-0) 4700 Stångebro Ishall - 25 oktober 2001 Södertälje SK-AIK 1-2 (0-0, 0-1, 1-1) 5065 Scaniarinken - 25 oktober 2001 Djurgårdens IF-MIF Redhawks 1-2 (0-0, 0-0, 1-1, 0-0, 0-1) 5583 Globen Omgång 16 - 27 oktober 2001 HV 71-Södertälje SK 6-1 (1-1, 3-0, 2-0) 6220 Kinnarps Arena - 27 oktober 2001 Modo Hockey-Linköpings HC 4-3 (0-3, 3-0, 1-0) 4012 Kempehallen - 27 oktober 2001 Brynäs IF-Timrå IK 2-1 (1-0, 0-0, 1-1) 5208 Gavlerinken - 27 oktober 2001 Västra Frölunda HC-Luleå HF 6-1 (3-0, 1-1, 2-0) 7767 Scandinavium - 28 oktober 2001 Djurgårdens IF-Färjestads BK 3-7 (1-4, 2-1, 0-2) 11183 Globen - 28 oktober 2001 MIF Redhawks-AIK 5-1 (1-0, 2-1, 2-0) 4950 Malmö Isstadion Omgång 17 - 30 oktober 2001 Luleå HF-Djurgårdens IF 4-3 (1-2, 1-1, 1-0, 0-0, 1-0) 4608 Delfinen - 30 oktober 2001 Timrå IK-Västra Frölunda HC 2-3 (1-1, 0-0, 1-1, 0-0, 0-1) 3833 Timrå Isstadion - 30 oktober 2001 Linköpings HC-Brynäs IF 3-4 (1-2, 0-1, 2-1) 4700 Stångebro Ishall - 30 oktober 2001 Södertälje SK-Modo Hockey 5-4 (2-1, 2-1, 1-2) 4686 Scaniarinken - 30 oktober 2001 AIK-HV 71 4-5 (1-2, 3-1, 0-1, 0-1) 4715 Globen - 30 oktober 2001 Färjestads BK-MIF Redhawks 3-1 (1-0, 0-0, 2-1) 7505 Löfbergs Lila Arena Omgång 18 - 15 oktober 2001 MIF Redhawks-HV 71 2-4 (0-0, 1-1, 1-3) 4381 Malmö Isstadion - 1 november 2001 Brynäs IF-Södertälje SK 2-3 (0-2, 2-0, 0-0, 0-0, 0-1) 5122 Gavlerinken - 1 november 2001 Västra Frölunda HC-Linköpings HC 1-2 (0-2, 0-0, 1-0) 10192 Scandinavium - 1 november 2001 Djurgårdens IF-Timrå IK 5-2 (2-0, 1-0, 2-2) 6466 Globen - 1 november 2001 Färjestads BK-Luleå HF 2-1 (0-1, 0-0, 2-0) 7505 Löfbergs Lila Arena - 1 november 2001 Modo Hockey-AIK 2-1 (1-0, 0-1, 1-0) 4166 Kempehallen Omgång 19 - 3 november 2001 Timrå IK-Färjestads BK 2-5 (1-1, 1-4, 0-0) 4211 Timrå Isstadion - 3 november 2001 Linköpings HC-Djurgårdens IF 5-7 (1-2, 2-5, 2-0) 4700 Stångebro Ishall - 3 november 2001 Södertälje SK-Västra Frölunda HC 5-2 (1-0, 1-2, 3-0) 4046 Scaniarinken - 3 november 2001 Luleå HF-MIF Redhawks 2-3 (1-1, 1-0, 0-1, 0-0, 0-1) 4254 Delfinen - 4 november 2001 AIK-Brynäs IF 3-0 (0-0, 1-0, 2-0) 4329 Globen - 4 november 2001 HV 71-Modo Hockey 5-2 (1-0, 3-0, 1-2) 6236 Kinnarps Arena Omgång 20 - 13 november 2001 Djurgårdens IF-Södertälje SK 3-1 (2-0, 0-0, 1-1) 6531 Globen - 13 november 2001 Färjestads BK-Linköpings HC 5-0 (0-0, 2-0, 3-0) 6966 Löfbergs Lila Arena - 13 november 2001 Luleå HF-Timrå IK 2-1 (1-0, 0-1, 0-0, 0-0, 1-0) 4262 Delfinen - 13 november 2001 MIF Redhawks-Modo Hockey 2-1 (1-0, 0-1, 0-0, 0-0, 1-0) 5441 Malmö Isstadion - 13 november 2001 Brynäs IF-HV 71 4-3 (1-0, 1-1, 1-2, 0-0, 1-0) 3771 Gavlerinken - 13 november 2001 Västra Frölunda HC-AIK 9-3 (3-0, 5-1, 1-2) 9021 Scandinavium Omgång 21 - 15 november 2001 Linköpings HC-Luleå HF 2-5 (0-1, 1-2, 1-2) 4056 Stångebro Ishall - 15 november 2001 Södertälje SK-Färjestads BK 2-1 (1-1, 1-0, 0-0) 3643 Scaniarinken - 15 november 2001 AIK-Djurgårdens IF 0-5 (0-4, 0-0, 0-1) 7625 Globen - 15 november 2001 HV 71-Västra Frölunda HC 5-3 (1-2, 3-0, 1-1) 6236 Kinnarps Arena - 15 november 2001 Modo Hockey-Brynäs IF 4-2 (0-0, 2-1, 2-1) 3545 Kempehallen - 15 november 2001 Timrå IK-MIF Redhawks 1-2 (1-1, 0-0, 0-1) 4054 Timrå Isstadion Omgång 22 - 17 november 2001 Linköpings HC-Södertälje SK 3-2 (1-0, 0-1, 1-1, 0-0, 1-0) 4168 Stångebro Ishall - 17 november 2001 MIF Redhawks-Västra Frölunda HC 4-1 (3-0, 1-0, 0-1) 4839 Malmö Isstadion - 17 november 2001 Brynäs IF-Djurgårdens IF 2-4 (0-1, 2-2, 0-1) 6107 Gavlerinken - 17 november 2001 Luleå HF-HV 71 1-5 (1-1, 0-1, 0-3) 4419 Delfinen - 17 november 2001 Färjestads BK-Modo Hockey 2-4 (0-1, 0-1, 2-2) 7505 Löfbergs Lila Arena - 18 november 2001 AIK-Timrå IK 4-2 (2-0, 1-1, 1-1) 4527 Globen Omgång 23 - 22 november 2001 Luleå HF-Södertälje SK 3-2 (1-2, 0-0, 1-0, 1-0) 3658 Delfinen - 22 november 2001 Timrå IK-Linköpings HC 2-4 (0-2, 0-0, 2-2) 4012 Timrå Isstadion - 22 november 2001 MIF Redhawks-Brynäs IF 4-2 (2-0, 1-1, 1-1) 5450 Malmö Isstadion - 22 november 2001 Västra Frölunda HC-Modo Hockey 8-3 (3-3, 2-0, 3-0) 10107 Scandinavium - 22 november 2001 Djurgårdens IF-HV 71 1-4 (0-1, 0-1, 1-2) 6939 Globen - 22 november 2001 Färjestads BK-AIK 2-1 (0-1, 1-0, 1-0) 7505 Löfbergs Lila Arena Omgång 24 - 24 november 2001 Södertälje SK-Timrå IK 0-1 (0-0, 0-1, 0-0) 3969 Scaniarinken - 24 november 2001 Modo Hockey-Djurgårdens IF 5-3 (3-1, 1-1, 1-1) 4482 Kempehallen - 24 november 2001 MIF Redhawks-Linköpings HC 3-2 (1-1, 0-1, 2-0) 4550 Malmö Isstadion - 24 november 2001 HV 71-Färjestads BK 2-3 (1-0, 1-2, 0-0, 0-1) 6236 Kinnarps Arena - 24 november 2001 Brynäs IF-Västra Frölunda HC 3-4 (1-0, 1-1, 1-3) 4253 Gavlerinken - 25 november 2001 AIK-Luleå HF 1-4 (0-2, 1-0, 0-2) 3584 Hovet, Johanneshov Omgång 25 - 27 november 2001 Färjestads BK-Brynäs IF 4-3 (1-0, 2-1, 1-2) 7505 Löfbergs Lila Arena - 27 november 2001 Djurgårdens IF-Västra Frölunda HC 4-2 (3-0, 1-2, 0-0) 4879 Hovet, Johanneshov - 27 november 2001 Södertälje SK-MIF Redhawks 2-3 (1-0, 0-1, 1-1, 0-0, 0-1) 3221 Scaniarinken - 27 november 2001 Linköpings HC-AIK 3-2 (2-1, 0-0, 0-1, 1-0) 4337 Stångebro Ishall - 27 november 2001 Timrå IK-HV 71 2-4 (1-2, 1-0, 0-2) 3736 Timrå Isstadion - 27 november 2001 Luleå HF-Modo Hockey 3-5 (0-0, 2-1, 1-4) 4015 Delfinen | Omgång 26 - 20 november 2001 Brynäs IF-Luleå HF 6-3 (0-0, 5-2, 1-1) 3904 Gavlerinken - 29 november 2001 Västra Frölunda HC-Färjestads BK 2-3 (0-1, 2-1, 0-1) 12203 Scandinavium - 29 november 2001 Modo Hockey-Timrå IK 3-4 (1-0, 1-2, 1-1, 0-1) 4112 Kempehallen - 29 november 2001 HV 71-Linköpings HC 0-8 (0-3, 0-4, 0-1) 6156 Kinnarps Arena - 29 november 2001 AIK-Södertälje SK 1-4 (1-2, 0-2, 0-0) 3219 Hovet, Johanneshov - 29 november 2001 MIF Redhawks-Djurgårdens IF 1-3 (0-1, 0-0, 1-2) 5844 Malmö Isstadion Omgång 27 - 1 december 2001 Södertälje SK-HV 71 2-1 (0-1, 1-0, 0-0, 1-0) 3544 Scaniarinken - 1 december 2001 Linköpings HC-Modo Hockey 2-3 (1-0, 0-2, 1-0, 0-0, 0-1) 4178 Stångebro Ishall - 1 december 2001 Timrå IK-Brynäs IF 1-2 (0-1, 1-0, 0-1) 3985 Timrå Isstadion - 1 december 2001 Luleå HF-Västra Frölunda HC 3-5 (2-1, 0-2, 1-2) 3965 Delfinen - 1 december 2001 Färjestads BK-Djurgårdens IF 3-2 (0-0, 1-1, 2-1) 7505 Löfbergs Lila Arena - 2 december 2001 AIK-MIF Redhawks 3-1 (1-0, 0-0, 2-1) 2173 Hovet, Johanneshov Omgång 28 - 4 december 2001 Djurgårdens IF-Luleå HF 4-3 (0-0, 2-1, 2-2) 4582 Hovet, Johanneshov - 4 december 2001 Västra Frölunda HC-Timrå IK 4-1 (1-1, 2-0, 1-0) 8021 Scandinavium - 4 december 2001 Brynäs IF-Linköpings HC 3-1 (1-0, 1-0, 1-1) 4331 Gavlerinken - 4 december 2001 Modo Hockey-Södertälje SK 4-1 (2-0, 0-0, 2-1) 3248 Kempehallen - 4 december 2001 HV 71-AIK 2-1 (0-0, 2-1, 0-0) 5855 Kinnarps Arena - 4 december 2001 MIF Redhawks-Färjestads BK 2-5 (1-2, 0-3, 1-0) 5674 Malmö Isstadion Omgång 29 - 6 december 2001 Linköpings HC-Västra Frölunda HC 4-2 (1-0, 0-0, 3-2) 3761 Stångebro Ishall - 6 december 2001 Timrå IK-Djurgårdens IF 0-5 (0-1, 0-1, 0-3) 3361 Timrå Isstadion - 6 december 2001 Luleå HF-Färjestads BK 2-4 (1-1, 0-1, 1-2) 4009 Delfinen - 6 december 2001 HV 71-MIF Redhawks 4-3 (2-0, 1-2, 0-1, 0-0, 1-0) 5836 Kinnarps Arena - 6 december 2001 AIK-Modo Hockey 2-8 (0-2, 1-3, 1-3) 3820 Globen - 8 januari 2002 Södertälje SK-Brynäs IF 4-5 (2-2, 0-1, 2-1, 0-1) 4322 Scaniarinken Omgång 30 - 8 december 2001 Färjestads BK-Timrå IK 4-3 (3-2, 1-0, 0-1) 7336 Löfbergs Lila Arena - 8 december 2001 Västra Frölunda HC-Södertälje SK 2-1 (2-0, 0-1, 0-0) 7824 Scandinavium - 8 december 2001 Brynäs IF-AIK 4-2 (0-1, 2-0, 2-1) 4232 Gavlerinken - 8 december 2001 Modo Hockey-HV 71 4-5 (2-1, 1-3, 1-1) 4153 Kempehallen - 9 december 2001 Djurgårdens IF-Linköpings HC 4-3 (0-0, 1-1, 3-2) 10632 Globen - 9 december 2001 Luleå HF-MIF Redhawks 5-4 (1-2, 3-0, 0-2, 0-0, 1-0) 3621 Delfinen Omgång 31 - 11 december 2001 Södertälje SK-Djurgårdens IF 3-0 (0-0, 1-0, 2-0) 4935 Scaniarinken - 11 december 2001 Linköpings HC-Färjestads BK 0-6 (0-0, 0-5, 0-1) 4346 Stångebro Ishall - 11 december 2001 Timrå IK-Luleå HF 3-2 (1-0, 2-1, 0-1) 3766 Timrå Isstadion - 11 december 2001 Modo Hockey-MIF Redhawks 5-1 (0-1, 3-0, 2-0) 3440 Kempehallen - 11 december 2001 HV 71-Brynäs IF 6-3 (1-1, 3-1, 2-1) 6236 Kinnarps Arena - 11 december 2001 AIK-Västra Frölunda HC 4-3 (2-0, 1-0, 1-3) 2221 Hovet, Johanneshov Omgång 32 - 20 november 2001 Djurgårdens IF-AIK 1-4 (0-2, 0-1, 1-1) 11619 Globen - 13 december 2001 Luleå HF-Linköpings HC 4-2 (2-1, 1-1, 1-0) 3819 Delfinen - 13 december 2001 Färjestads BK-Södertälje SK 8-1 (3-0, 1-1, 4-0) 7080 Löfbergs Lila Arena - 13 december 2001 Västra Frölunda HC-HV 71 4-2 (1-0, 1-2, 2-0) 8608 Scandinavium - 13 december 2001 Brynäs IF-Modo Hockey 3-4 (1-1, 1-1, 1-1, 0-0, 0-1) 4304 Gavlerinken - 13 december 2001 MIF Redhawks-Timrå IK 5-1 (2-0, 2-1, 1-0) 4222 Malmö Isstadion Omgång 33 - 16 oktober 2001 AIK-Södertälje SK 2-3 (1-0, 1-2, 0-0, 0-1) 4378 Globen - 26 december 2001 Linköpings HC-MIF Redhawks 1-2 (1-0, 0-2, 0-0) 4231 Stångebro Ishall - 26 december 2001 HV 71-Västra Frölunda HC 0-5 (0-1, 0-2, 0-2) 6236 Kinnarps Arena - 26 december 2001 Färjestads BK-Djurgårdens IF 4-2 (1-1, 2-0, 1-1) 7550 Löfbergs Lila Arena - 26 december 2001 Timrå IK-Modo Hockey 2-4 (2-1, 0-3, 0-0) 5500 Timrå Isstadion - 26 december 2001 Brynäs IF-Luleå HF 2-4 (1-1, 1-2, 0-1) 4931 Gavlerinken Omgång 34 - 28 december 2001 Djurgårdens IF-AIK 4-7 (2-1, 0-2, 2-4) 12533 Globen - 29 december 2001 Västra Frölunda HC-HV 71 5-4 (1-1, 2-2, 1-1, 1-0) 12130 Scandinavium - 29 december 2001 Färjestads BK-Södertälje SK 2-0 (1-0, 0-0, 1-0) 7505 Löfbergs Lila Arena - 29 december 2001 Modo Hockey-Timrå IK 4-1 (4-0, 0-0, 0-1) 5269 Kempehallen - 29 december 2001 Luleå HF-Brynäs IF 6-2 (1-0, 2-2, 3-0) 4607 Delfinen - 30 december 2001 MIF Redhawks-Linköpings HC 5-2 (2-0, 3-2, 0-0) 5392 Malmö Isstadion Omgång 35 - 3 januari 2002 Södertälje SK-Linköpings HC 3-4 (1-0, 1-2, 1-1, 0-0, 0-1) 4820 Scaniarinken - 3 januari 2002 Västra Frölunda HC-MIF Redhawks 2-4 (1-0, 1-0, 0-4) 9688 Scandinavium - 3 januari 2002 Djurgårdens IF-Brynäs IF 0-2 (0-1, 0-0, 0-1) 6256 Hovet, Johanneshov - 3 januari 2002 Modo Hockey-Färjestads BK 5-4 (2-3, 2-0, 0-1, 0-0, 1-0) 4927 Kempehallen - 3 januari 2002 HV 71-Luleå HF 4-1 (2-0, 1-1, 1-0) 6236 Kinnarps Arena - 3 januari 2002 Timrå IK-AIK 4-1 (2-0, 2-1, 0-0) 3608 Timrå Isstadion Omgång 36 - 5 januari 2002 Södertälje SK-Luleå HF 4-5 (1-1, 1-2, 2-1, 0-0, 0-1) 3459 Scaniarinken - 5 januari 2002 Linköpings HC-Timrå IK 2-3 (1-1, 1-0, 0-1, 0-0, 0-1) 4112 Stångebro Ishall - 5 januari 2002 Brynäs IF-MIF Redhawks 1-5 (1-0, 0-1, 0-4) 4170 Gavlerinken - 5 januari 2002 Modo Hockey-Västra Frölunda HC 4-5 (1-0, 3-3, 0-2) 4253 Kempehallen - 5 januari 2002 HV 71-Djurgårdens IF 3-2 (1-0, 1-1, 0-1, 0-0, 1-0) 6236 Kinnarps Arena - 6 januari 2002 AIK-Färjestads BK 2-5 (0-2, 1-3, 1-0) 3245 Hovet, Johanneshov Omgång 37 - 10 januari 2002 Timrå IK-Södertälje SK 1-0 (1-0, 0-0, 0-0) 4552 Timrå Isstadion - 10 januari 2002 Luleå HF-AIK 5-2 (1-1, 2-0, 2-1) 4106 Delfinen - 10 januari 2002 Färjestads BK-HV 71 3-2 (0-1, 2-0, 0-1, 1-0) 7505 Löfbergs Lila Arena - 10 januari 2002 Djurgårdens IF-Modo Hockey 2-5 (1-2, 0-3, 1-0) 6584 Globen - 10 januari 2002 Västra Frölunda HC-Brynäs IF 5-4 (1-1, 1-2, 2-1, 0-0, 1-0) 11004 Scandinavium - 10 januari 2002 MIF Redhawks-Linköpings HC 5-2 (0-1, 4-1, 1-0) 4664 Malmö Isstadion Omgång 38 - 12 januari 2002 Linköpings HC-HV 71 5-1 (1-0, 0-0, 4-1) 4461 Stångebro Ishall - 12 januari 2002 Södertälje SK-Djurgårdens IF 1-3 (1-0, 0-1, 0-2) 4738 Scaniarinken - 12 januari 2002 Brynäs IF-Timrå IK 3-1 (0-0, 2-0, 1-1) 4113 Gavlerinken - 12 januari 2002 Luleå HF-Modo Hockey 2-4 (1-0, 0-1, 1-3) 4473 Delfinen - 13 januari 2002 MIF Redhawks-Västra Frölunda HC 4-2 (1-0, 3-2, 0-0) 4860 Malmö Isstadion - 13 januari 2002 AIK-Färjestads BK 2-6 (0-2, 1-0, 1-4) 3692 Hovet, Johanneshov Omgång 39 - 17 januari 2002 HV 71-MIF Redhawks 1-0 (1-0, 0-0, 0-0) 5837 Kinnarps Arena - 17 januari 2002 Västra Frölunda HC-Linköpings HC 4-1 (1-0, 3-0, 0-1) 2531 Frölundaborg Isstadion - 17 januari 2002 Djurgårdens IF-Färjestads BK 2-1 (1-0, 1-1, 0-0) 11583 Globen - 17 januari 2002 Södertälje SK-AIK 2-3 (0-1, 2-1, 0-1) 4367 Scandinavium - 17 januari 2002 Timrå IK-Luleå HF 4-3 (2-1, 0-2, 2-0) 4011 Timrå Isstadion - 17 januari 2002 Brynäs IF-Modo Hockey 2-3 (1-1, 1-1, 0-0, 0-1) 4312 Gavlerinken Omgång 40 - 15 januari 2002 Västra Frölunda HC-Djurgårdens IF 0-6 (0-2, 0-0, 0-4) 9681 Scandinavium - 19 januari 2002 MIF Redhawks-Södertälje SK 6-2 (1-1, 0-0, 5-1) 4705 Malmö Isstadion - 19 januari 2002 HV 71-Timrå IK 5-1 (2-0, 3-1, 0-0) 6204 Kinnarps Arena - 19 januari 2002 Modo Hockey-Luleå HF 2-3 (1-0, 0-1, 1-1, 0-0, 0-1) 5376 Kempehallen - 19 januari 2002 Färjestads BK-Brynäs IF 4-1 (0-0, 3-1, 1-0) 7505 Löfbergs Lila Arena - 20 januari 2002 AIK-Linköpings HC 1-2 (0-1, 0-0, 1-1) 6072 Globen Omgång 41 - 22 januari 2002 Färjestads BK-Västra Frölunda HC 5-3 (1-1, 1-1, 3-1) 7505 Löfbergs Lila Arena - 22 januari 2002 Luleå HF-Brynäs IF 5-1 (1-0, 1-1, 3-0) 3803 Delfinen - 22 januari 2002 Timrå IK-Modo Hockey 2-3 (1-1, 0-1, 1-1) 4198 Timrå Isstadion - 22 januari 2002 Linköpings HC-HV 71 3-1 (0-1, 2-0, 1-0) 4278 Stångebro Ishall - 22 januari 2002 Södertälje SK-AIK 2-1 (1-0, 1-1, 0-0) 4953 Scaniarinken - 22 januari 2002 Djurgårdens IF-MIF Redhawks 3-0 (2-0, 0-0, 1-0) 5883 Globen Omgång 42 - 15 januari 2002 HV 71-Södertälje SK 2-3 (0-0, 2-0, 0-3) 5508 Kinnarps Arena - 24 januari 2002 Modo Hockey-Linköpings HC 3-1 (0-0, 0-1, 3-0) 3500 Kempehallen - 24 januari 2002 Brynäs IF-Timrå IK 5-2 (3-0, 0-1, 2-1) 3587 Gavlerinken - 24 januari 2002 Västra Frölunda HC-Luleå HF 6-1 (1-0, 3-1, 2-0) 3589 Frölundaborg Isstadion - 24 januari 2002 Djurgårdens IF-Färjestads BK 5-3 (2-2, 2-1, 1-0) 10575 Globen - 24 januari 2002 MIF Redhawks-AIK 3-2 (0-1, 0-0, 2-1, 1-0) 4919 Malmö Isstadion Omgång 43 - 29 januari 2002 Luleå HF-Djurgårdens IF 5-1 (1-0, 2-1, 2-0) 4578 Delfinen - 29 januari 2002 Timrå IK-Västra Frölunda HC 2-4 (0-2, 2-0, 0-2) 3402 Timrå Isstadion - 29 januari 2002 Linköpings HC-Brynäs IF 6-3 (2-0, 2-2, 2-1) 4700 Stångebro Ishall - 29 januari 2002 Södertälje SK-Modo Hockey 3-4 (1-1, 0-2, 2-0, 0-0, 0-1) 4312 Scaniarinken - 29 januari 2002 AIK-HV 71 3-5 (1-2, 1-0, 1-3) 3128 Globen - 29 januari 2002 Färjestads BK-MIF Redhawks 2-4 (2-1, 0-1, 0-2) 7505 Löfbergs Lila Arena Omgång 44 - 31 januari 2002 Brynäs IF-Södertälje SK 5-3 (1-0, 4-0, 0-3) 4632 Gavlerinken - 31 januari 2002 Västra Frölunda HC-Linköpings HC 5-1 (1-0, 1-0, 3-1) 2791 Frölundaborg Isstadion - 31 januari 2002 Djurgårdens IF-Timrå IK 3-4 (0-0, 1-1, 2-2, 0-0, 0-1) 3543 Hovet, Johanneshov - 31 januari 2002 Färjestads BK-Luleå HF 3-2 (1-1, 0-0, 2-1) 7505 Löfbergs Lila Arena - 31 januari 2002 MIF Redhawks-HV 71 10-4 (5-2, 1-2, 4-0) 5340 Malmö Isstadion - 31 januari 2002 Modo Hockey-AIK 3-2 (0-1, 3-1, 0-0) 3804 Kempehallen Omgång 45 - 2 februari 2002 Timrå IK-Färjestads BK 0-3 (0-1, 0-0, 0-2) 3336 Timrå Isstadion - 2 februari 2002 Linköpings HC-Djurgårdens IF 2-0 (0-0, 2-0, 0-0) 4700 Stångebro Ishall - 2 februari 2002 Södertälje SK-Västra Frölunda HC 3-4 (0-2, 2-0, 1-1, 0-0, 0-1) 3450 Scaniarinken - 2 februari 2002 MIF Redhawks-Luleå HF 1-4 (0-0, 0-2, 1-2) 4544 Malmö Isstadion - 3 februari 2002 AIK-Brynäs IF 4-2 (2-0, 1-0, 1-2) 2576 Hovet, Johanneshov - 3 februari 2002 HV 71-Modo Hockey 3-2 (1-0, 1-1, 1-1) 6236 Kinnarps Arena Omgång 46 - 26 januari 2002 Färjestads BK-Linköpings HC 6-4 (2-1, 3-3, 1-0) 7505 Löfbergs Lila Arena - 5 februari 2002 Djurgårdens IF-Södertälje SK 5-4 (2-1, 0-3, 2-0, 0-0, 1-0) 5043 Hovet, Johanneshov - 5 februari 2002 Luleå HF-Timrå IK 4-1 (1-0, 2-1, 1-0) 4280 Delfinen - 5 februari 2002 MIF Redhawks-Modo Hockey 2-3 (0-1, 2-1, 0-0, 0-1) 5430 Malmö Isstadion - 5 februari 2002 Brynäs IF-HV 71 3-0 (2-0, 1-0, 0-0) 4178 Gavlerinken - 5 februari 2002 Västra Frölunda HC-AIK 5-2 (1-1, 3-1, 1-0) 8809 Scandinavium Omgång 47 - 8 januari 2002 AIK-Djurgårdens IF 4-6 (0-2, 2-1, 2-3) 6978 Globen - 28 februari 2002 Linköpings HC-Luleå HF 3-4 (1-2, 1-0, 1-1, 0-0, 0-1) 4280 Stångebro Ishall - 28 februari 2002 Södertälje SK-Färjestads BK 2-3 (0-1, 1-1, 1-0, 0-0, 0-1) 5758 Scaniarinken - 28 februari 2002 HV 71-Västra Frölunda HC 5-4 (0-1, 4-2, 0-1, 1-0) 6236 Kinnarps Arena - 28 februari 2002 Modo Hockey-Brynäs IF 5-4 (1-0, 3-4, 1-0) 3904 Kempehallen - 28 februari 2002 Timrå IK-MIF Redhawks 4-2 (2-0, 0-2, 2-0) 2837 Timrå Isstadion Omgång 48 - 2 mars 2002 Linköpings HC-Södertälje SK 3-4 (0-0, 2-2, 1-1, 0-0, 0-1) 4522 Stångebro Ishall - 2 mars 2002 MIF Redhawks-Västra Frölunda HC 0-3 (0-1, 0-1, 0-1) 5282 Malmö Isstadion - 2 mars 2002 Brynäs IF-Djurgårdens IF 5-2 (2-0, 2-1, 1-1) 6204 Gavlerinken - 2 mars 2002 Färjestads BK-Modo Hockey 6-4 (3-3, 1-0, 2-1) 7481 Löfbergs Lila Arena - 2 mars 2002 Luleå HF-HV 71 5-4 (0-2, 3-0, 1-2, 0-0, 1-0) 4245 Delfinen - 2 mars 2002 AIK-Timrå IK 4-3 (1-0, 1-3, 2-0) 3228 Globen Omgång 49 - 3 mars 2002 Timrå IK-Linköpings HC 3-0 (1-0, 1-0, 1-0) 2109 Timrå Isstadion - 3 mars 2002 MIF Redhawks-Brynäs IF 3-7 (0-0, 1-4, 2-3) 5175 Malmö Isstadion - 3 mars 2002 Västra Frölunda HC-Modo Hockey 1-3 (0-1, 1-1, 0-1) 9740 Scandinavium - 3 mars 2002 Djurgårdens IF-HV 71 4-1 (0-0, 1-1, 3-0) 6950 Globen - 3 mars 2002 Färjestads BK-AIK 1-0 (0-0, 0-0, 0-0, 1-0) 7453 Löfbergs Lila Arena - 3 mars 2002 Luleå HF-Södertälje SK 3-2 (0-0, 3-1, 0-1) 4009 Delfinen Omgång 50 - 5 mars 2002 Södertälje SK-Timrå IK 8-0 (5-0, 3-0, 0-0) 2872 Scaniarinken - 5 mars 2002 AIK-Luleå HF 4-1 (2-0, 2-1, 0-0) 2084 Globen - 5 mars 2002 Modo Hockey-Djurgårdens IF 1-4 (0-1, 0-1, 1-2) 3906 Kempehallen - 5 mars 2002 HV 71-Färjestads BK 1-2 (0-1, 0-0, 1-1) 6207 Kinnarps Arena - 5 mars 2002 Brynäs IF-Västra Frölunda HC 6-8 (1-4, 3-0, 2-4) 3843 Gavlerinken - 5 mars 2002 Linköpings HC-MIF Redhawks 2-4 (1-1, 0-2, 1-1) 3951 Stångebro Ishall |